# Калифорния (Пенсильвания)
Калифо́рния (англ. California) — боро в округе Вашингтон (штат Пенсильвания, США).

## Описание
Калифорния расположена в излучине реки Мононгахила в юго-западной части Пенсильвании. Площадь городка составляет 29,09 км², из которых 0,57 км² приходятся на открытые водные пространства. Вдоль западной границы Калифорнии проходит шоссе Мон—Фейетт (SR-43). С Калифорнией практически граничат городки Ньюэлл и Коал-Сентер.
Главной достопримечательностью поселения является Калифорнийский университет Пенсильвании. Он был основан в 1864 году как средняя школа, с 1928 года — колледж, с 1983 года — университет, и в настоящее время там обучается около 9500 студентов (в полтора больше, чем самих жителей Калифорнии).
В Калифорнии сохранились исторические здания, внесённые в Национальный реестр исторических мест США: Дом Молли Флеминг (постр. в 1912 г.), Дом Дженнингса-Галлахер (постр. в 1903 г.), Старый главный корпус Калифорнийского университета (постр. в 1868 г.)
В Калифорнии родилась Виола Лиуццо (1925—1965), активистка унитарианского универсализма, борец за гражданские права. 39-летняя домохозяйка, мать пятерых детей, была убита ку-клукс-клановцами в последний день «Маршей от Сельмы до Монтгомери».
Также уроженцем Калифорнии является Фрэнк Джарвис (1878—1933), легкоатлет, чемпион летних Олимпийских игр 1900 года в беге на 100 м.

## История
Поселение было основано в 1849 году и получило своё название в честь территории Калифорния (которая стала штатом год спустя, в сентябре 1850 года). Также среди вариантов имени для нового городка рассматривались звучные варианты Колумбия и Сагамор. Население преимущественно было занято добычей угля.
В 1903 году в Калифорнии появился первый телефон.
В 1950 году Калифорния была включена в метрополитенскую территорию Питтсбурга.
В 1953 году в состав Калифорнии вошёл тауншип Ист-Пайк-Ран, в результате чего перепись населения 1960 года показала прирост населения городка сразу на 111 % за десятилетие.
В 1958 году библиотека Калифорнии переехала в собственное здание, до этого она с 1935 года находилась в здании железнодорожного депо.
С 1973 по 1982 год мэром Калифорнии был Питер Дейли (род. 1950), один из самых молодых мэров в истории США: на момент вступления в должность ему было 22 года. В 2005 году этот рекорд был побит: мэром Калифорнии стал 20-летний студент по имени Кейси Дардинес.

## Демография
Согласно оценке 2016 года, 47,1 % населения Калифорнии составляли мужчины, 52,9 % — женщины. Средний возраст горожанина был 25,3 лет, при среднем по штату в 40,6 лет. Средний доход домохозяйства составлял 37 117 долларов в год, при среднем по штату в 56 907 долларов. 93,4 % калифорнийцев старше 25 лет имели образование «старшая школа или выше». Опрос горожан старше 15 лет показал, что 53,5 % из них не состоят в браке и никогда в нём не были, 32,1 % состоят в браке и живут совместно, 0,7 % состоят в браке, но живут раздельно, 6,4 % вдовствуют и 7,3 % находятся в разводе. 2,8 % калифорнийцев были рождены вне США, при среднем по штату в 6,4 %.